# NutraSweet
The NutraSweet Company produce e vende i dolcificanti artificiali aspartame e neotame con il suo marchio NutraSweet.
L'aspartame è stato scoperto nel 1965 da James M. Schlatter, un chimico che lavorava per G.D. Searle & Company. L'aspartame è stato legalmente riconosciuto, dopo 15 anni, per essere utilizzato negli alimenti permettendo il suo utilizzo in più di 100 nazioni. Nonostante la diffusione sempre maggiore del sucralosio, l'azienda NutraSweet dichiara che i suoi prodotti sono usati in più di 5.000 prodotti e consumati da oltre 250 milioni di persone in tutto il mondo.
Robert B. Shapiro è stato Presidente e Amministratore Delegato della Società NutraSweet dal 1982 al 1990. Monsanto ha acquistato Searle nel 1985. Nel marzo del 2000, la Monsanto, che all'epoca era una società del gruppo Pharmacia, ha venduto NutraSweet alla private equity JW Childs.